# Farní sbor Slezské církve evangelické augsburského vyznání v Gutech
Farní sbor Slezské církve evangelické augsburského vyznání v Gutech je sborem Slezské církve evangelické augsburského vyznání v Třinci–Gutech. Sbor spadá pod Třinecký seniorát.
Sbor byl založen roku 1950.
Bohoslužby se konají v kostelíku, který vznikl v letech 1968–1969 přestavbou starší hřbitovní kaple z roku 1923; sboru náleží též budova fary, která vznikla přestavbou dřívější evangelické školy.
Sboru náleží hřbitov s pomníkem obětem 1. světové války, který byl odhalen v roce 1932.

## Duchovní působící ve sboru
- Jerzy Badura, pastor 1950–1964
- Kazimierz Suchanek, administrátor 1965–1977
- Gustav Cienciala, administrátor 1977–1985
- Zuzana Szpaková, administrátorka 1985–1987
- Fryderyk Pieter, administrátor 1987–1995
- Erich Bocek, administrátor 1995
- Bohdan Taska, administrátor 1995–2001
- Marek Říčan, vikář 1995–1996
- Vlastimil Ciesar, vikář 1997–2001, pastor 2001–2020
- Bohdan Taska, administrátor 2020–2022, pastor od 2022
- Stanislav Moravec, vikář

## Kurátoři sboru
- Jan Chlebek
- Adam Żmija (†1976)
- Jan Chlebek
- Miroslav Tyrlík (2003–2015) (†2023)
- Rostislav Kisza (od r. 2015)